# Takht-e Maḩall
Takht-e Maḩall (persiska: تَخت مَهَل, تِهتمَهَل, تَحتمَحَلّ, تَحتِ مَحَلّ, تخت محل, تَحتِ مَحَل) är en ort i Iran.   Den ligger i provinsen Markazi, i den centrala delen av landet, 270 km sydväst om huvudstaden Teheran. Takht-e Maḩall ligger 1 839 meter över havet och antalet invånare är 801.
Terrängen runt Takht-e Maḩall är varierad.Runt Takht-e Maḩall är det ganska tätbefolkat, med 54 invånare per kvadratkilometer. Närmaste större samhälle är Tūreh, 6,4 km väster om Takht-e Maḩall. Trakten runt Takht-e Maḩall består till största delen av jordbruksmark.